# Bataille de Beaugency
Batailles
La bataille de Beaugency s’est déroulée les 16 et 17 juin 1429. Ce fut l’une des batailles menées par Jeanne d’Arc. Peu après que le siège d'Orléans eut été levé, les forces françaises reprirent les villes voisines. Cette campagne fut la première offensive française soutenue depuis une génération au cours de la guerre de Cent Ans.

## Arrière-plan

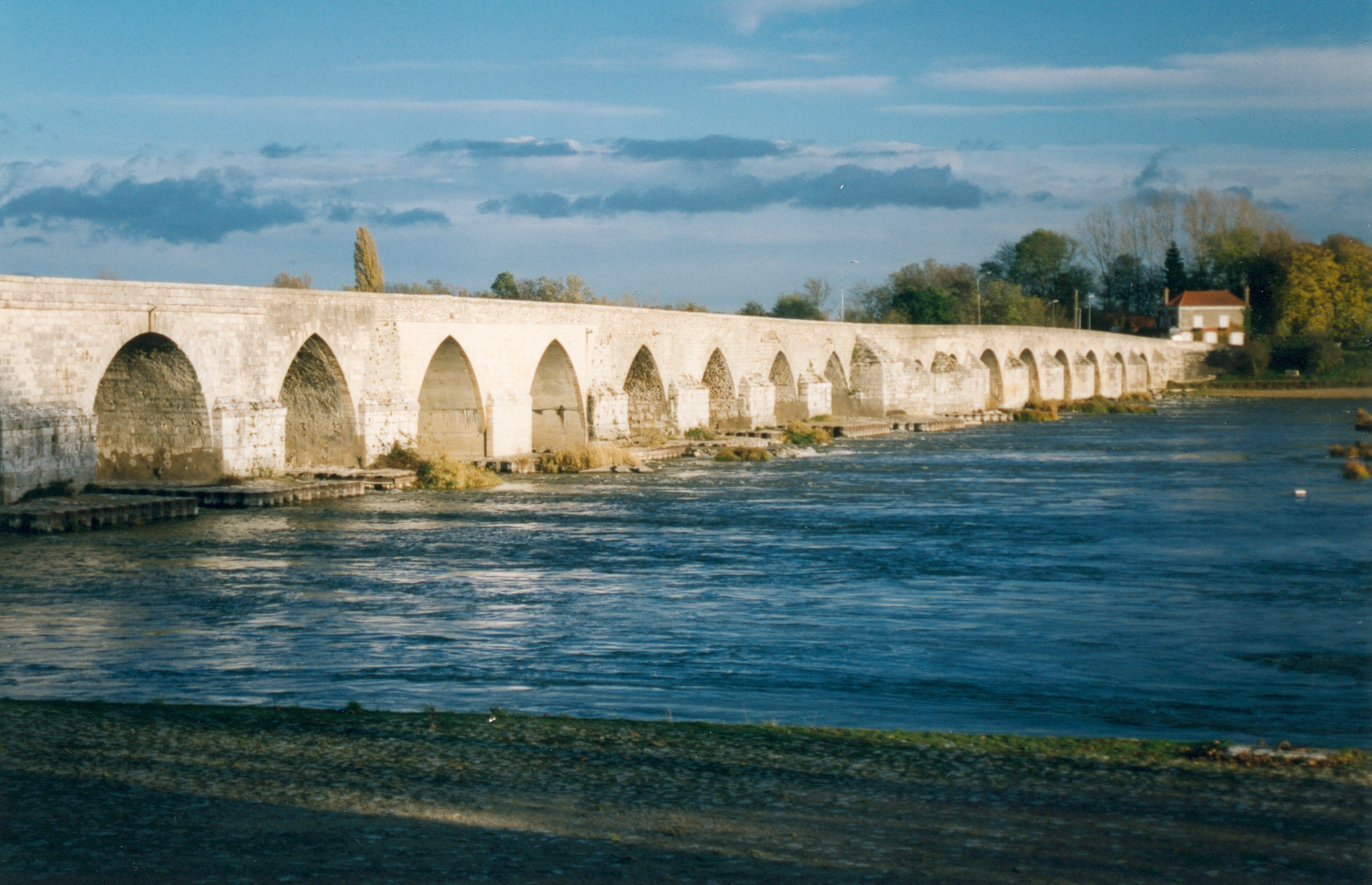
La campagne de la vallée de la Loire rétablit l'autorité du roi de France sur trois ponts stratégiques franchissant le fleuve. Le pont de Beaugency survit depuis maintenant près de 600 ans à la dernière bataille.

Beaugency est une petite ville sur la côte nord de la Loire, dans le centre de la France. Elle contrôlait un pont stratégique entre la France du nord occupée par les Anglais et la partie sud contrôlée par l'héritier du trône de France, le futur Charles VII. Le pont avait été conquis par les Anglais quelques années plus tôt, en vue de l'invasion du Sud de la France. L'attaque française permit de reprendre le pont et la ville, redonnant une ligne de communication vitale pour l'offensive d'été qui devait mener au couronnement de Charles VII à Reims.
La campagne de la vallée de la Loire consista en cinq actions :
1. Le siège d'Orléans
2. La bataille de Jargeau
3. La bataille de Meung-sur-Loire
4. La bataille de Beaugency
5. La bataille de Patay
À la fin de 1428, pratiquement toute la France au nord de la Loire était aux mains des Anglais ou de leurs alliés bourguignons. Le pont d'Orléans avait été réparé au moment de la levée du siège de la ville mais les Français avaient besoin de contrôler d'autres points de passage du fleuve. Trois batailles rapides et impliquant de faibles effectifs à Jargeau, Meung-sur-Loire et Beaugency montrèrent la nouvelle confiance des Français et facilitèrent leurs offensives suivantes sur Reims et Paris. La campagne française de la Loire permit aussi de tuer, capturer ou mettre hors de combat environ un tiers des officiers anglais et décima l'élite militaire anglaise, les fameux archers munis de leurs redoutables arcs longs.
Le recrutement français avait augmenté à la suite de la victoire d'Orléans. Pendant l'assaut à Beaugency, un ralliement fit particulièrement sensation dans le camp français. Le connétable de Richemont, en disgrâce depuis deux ans, se présenta avec une force de 1 000 hommes et offrit ses services. Au risque d'une disgrâce royale, Jeanne d'Arc accepta son aide.

## Préparatifs immédiats et bataille
Jeanne d'Arc et le duc Jean II d'Alençon avaient à leur disposition une force incluant les capitaines Jean d'Orléans, Gilles de Rais, Jean Poton de Xaintrailles, et La Hire. John Talbot dirigeait la défense anglaise. Ne respectant pas les coutumes de la guerre de siège, l'armée française se refusa à une attaque de la ville de Meung-sur-Loire ou de son château après la prise du pont le 15 juin, mais commença à attaquer le voisinage de Beaugency dès le lendemain.
Contrairement à Meung-sur-Loire, la place forte de Beaugency était à l'intérieur des murs. Elle existe toujours et forme une imposante citadelle rectangulaire. Pendant le premier de jour de la bataille, les Anglais abandonnèrent les remparts de la ville et se réfugièrent dans le château. Les Français les bombardèrent avec leur artillerie. Le même soir, Richemont arriva avec ses hommes.
Entendant parler d'une force de secours approchant de Paris sous les ordres de John Fastolf, Jean d'Alençon accepta de négocier la reddition des Anglais et leur accorda de quitter Beaugency. Le 18 juin, une nouvelle victoire lors de la bataille de Patay confirma les succès acquis sur la Loire par les Français.

### Sources primaires imprimées
- Léon Dumuys, « Documents relatifs au siège d'Orléans et la délivrance de Beaugency et de Jargeau (1428-1429) », Bulletin de la Société archéologique et historique de l'Orléanais, Orléans, t. 9, no 132,‎ 1er trimestre 1887, p. 32-37 (lire en ligne).
- Amicie de Foulques de Villaret, « Campagnes des Anglais dans l'Orléanais, la Beauce chartraine et le Gâtinais (1421-1428). L'armée sous Warwick et Suffolk au siège de Montargis. Campagnes de Jeanne d'Arc sur la Loire postérieures au siège d'Orléans », Mémoires de la Société archéologique et historique de l'Orléanais, Orléans, Herluison, t. 23,‎ 1893 (présentation en ligne, lire en ligne).